# Tupolev Tu-2
Tupolev Tu-2 (vývojové názvy ANT-58 a 103; kód NATO Bat) byl sovětský dvoumotorový střední denní a frontový bombardér (SDB a FB) z období druhé světové války a těsně po ní. Tu-2 byl přizpůsoben požadavkům na vysokorychlostní bombardér nebo střemhlavý bombardér s velkým vnitřním pumovým nákladem a rychlostí podobnou jednomístné stíhačce. Byl navržený jako výzva pro německé stroje Junkers Ju 88, ukázaly se jeho podobné schopnosti a byl vyráběn v torpédových, stíhacích a průzkumných verzích. Tu-2 byl jedním ze zásadních bojových letounů druhé světové války a hrál klíčovou roli v závěrečných ofenzivách Rudé armády.

## Vývoj

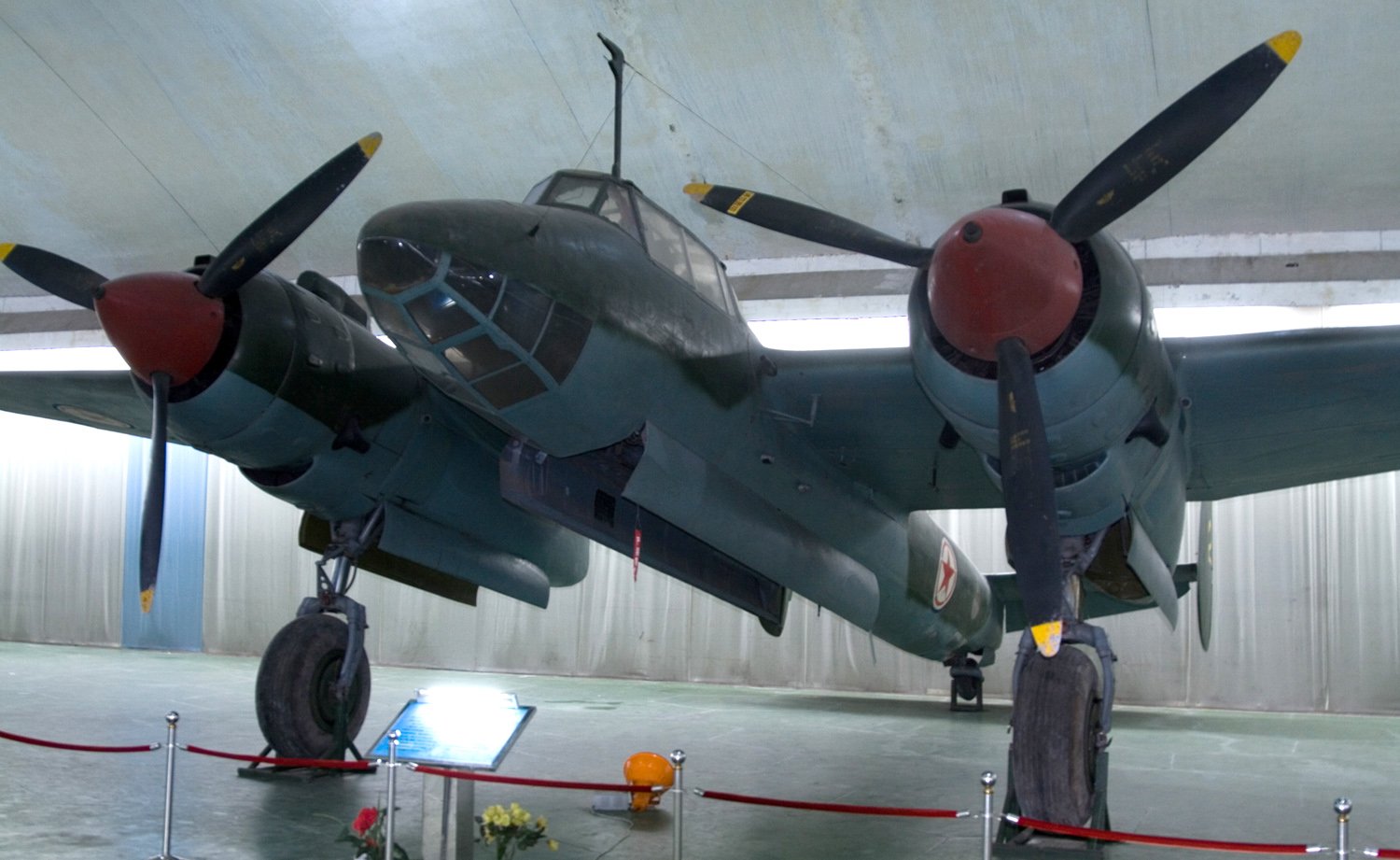
Severokorejský Tu-2, China Aviation Museum

V lednu roku 1941 byl v konstrukční kanceláři A. N. Tupoleva zkonstruován prototyp rychlého středního bombardéru, který dostal označení Tupolev ANT-58 (ANT – počáteční písmena jména konstruktéra). Jednalo se o velmi zdařilý typ rychlého bombardéru, který se stal jedním z nejlepších svého druhu na bojištích 2. světové války. Stroj byl postupně modernizován, v roce 1941 byly vyrobeny další prototypy ANT-59 s řadovými motory AM-37 a ANT-60 s pokusnými hvězdicovými pohonnými jednotkami AŠ-82. Letoun byl ještě konstrukčně upraven jako ANT-61 a počátkem roku 1942 uveden do sériové výroby jako Tu-2. Vylepšené letouny začaly přicházet do služby na jaře 1944.
V tomto roce vznikl rovněž jeden prototyp pětimístné dálkové bombardovací verze Tu-2D (ANT-62), poháněný dvouhvězdicovými motory Švecov AŠ-82FN s prodlouženým trupem o 0,62 m a ve dvou prototypech vyrobený Tupolev SDB (ANT-63). Tato dvoumístná verze taktického bombardéru zalétaná 20. května 1944 velmi úzce navazovala na původní projekt ANT-58. První prototyp dostal řadové dvanáctiválce Mikulin AM-39 po 1374 kW s výzbrojí dvou pevných kanónů ŠVAK ráže 20 mm, letovod ovládal pohyblivý kulomet UBT ráže 12,7 mm. Druhý prototyp SDB (Skorostnoj Dněvnoj Bombardirovščik) měl výkonnější motory AM-38F po 1470 kW.
V roce 1944 se začalo se stavbou dalšího prototypu, ANT-68 (Tu-10), který přímo vycházel ze sériového Tu-2S. Vznikl na požadavek sovětského letectva, které potřebovalo rychlý střední čtyřmístný bombardovací letoun, schopný vodorovného bombardování z malých i velkých výšek a operací bez stíhacího doprovodu. Specifikace dále požadovala instalaci dvou kapalinou chlazených dvanáctiválců do V typu Mikulin AM-39FNV s výkonem po 1360 kW a zlepšení výhledu pilota i letovoda. První let provedl zalétávací pilot A. D. Pereljot 19. května 1945. Během státních zkoušek ANT-68 havaroval, avšak během následných oprav byly na letounu provedeny četná vylepšení. Jednalo se zejména o zástavbu motorů AM-39FN-2 se vstřikem paliva s čtyřlistými vrtulemi AV-5LV-166B, které nahradily předchozí třílisté. Současně byla zlepšena podélná stabilita zvětšením plochy obou kýlovek. Po celou dobu testů byl prototyp ANT-68 vyzbrojen dvojicí kanónů ŠVAK ráže 20 mm v kořenech křídla a po jednom pohyblivém kulometu ve střelištích.
V letech 1946 a 1947 se sériově vyráběla cvičná varianta UTB-2, vyprojektovaná konstrukční skupinou CAGI a vedená Pavlem Osipovičem Suchým. Letoun byl osazen hospodárnějšími sedmiválcovými pohonnými jednotkami AŠ-21. Zadní část trupu a nosná plocha zůstala beze změn, totožná s Tu-2, rekonstrukce trupu spočívala pouze v přepracování přední části s kabinou pro instruktora a pilotního žáka. Veškerá výzbroj byla demontována, pouze ve hřbetním střelišti VUB-68 byl umístěn kulomet UBT ráže 12,7 mm se zásobou 60 nábojů.
Téma dálkového bombardéru na základě Tu-2 se objevilo ještě jednou v podobě prototypu označeného ANT-65 (Tu-2DB) zalétaného 1. července 1946. Stroj měl zabudovány dva kapalinou chlazené dvanáctiválce do V typu Mikulin AM-44 po 1617 kW, vybavené turbokompresory TK-1B.
V roce 1946 vznikly rovněž dálkové a průzkumné verze Tu-2D a Tu-2R s křídlem o rozpětí 22,06 m a další experimentální ANT-67. Poválečná produkce zahrnuje rovněž přepadový bombardér Tu-2Š a torpédový typ Tu-2T. Tu-2 se vyráběl až do roku 1948, celkem bylo vyrobeno asi 2500 ks všech typů. Bojově se ještě účastnil korejské války.

## Specifikace

Třípohledový nákres Tu-2

Údaje dle

### Technické údaje
- Osádka: 4 osoby
- Rozpětí křídel: 18,86 m
- Délka: 13,80 m
- Výška: 4,20 m
- Plocha křídel: 48,80 m²
- Vlastní hmotnost: 8 273 kg
- Vzletová hmotnost: 12 800 kg
- Pohon: 2 × čtrnáctiválcový hvězdicový motor Švecov AŠ-82FN

### Výkony
- Maximální rychlost: 550 km/h
- Počáteční stoupavost: 700 m/min
- Dostup: 9500 m
- Dolet: 2 500 km

### Výzbroj
- 2 × kanón ŠVAK ráže 20 mm,
- 3 × kulomet ráže 7,62 nebo 12,7 mm Berezin BS,
- maximálně až 4000 kg pum (vnitřní i vnější náklad)